# Фрайгеріхт
Фрайгеріхт (нім. Freigericht) — сільська громада в Німеччині, знаходиться в землі Гессен. Підпорядковується адміністративному округу Дармштадт. Входить до складу району Майн-Кінціг.
Площа — 33,42 км2. Населення становить 14 403 ос. (станом на 31 грудня 2020).